# Eijkman Institute
Eijkman Institute, pełna nazwa Eijkman Institute for Molecular Biology (indonez. Lembaga Biologi Molekuler Eijkman – LBME) – instytut badawczy w Dżakarcie, stolicy Indonezji. Prowadzi badania z zakresu biologii molekularnej i biotechnologii.
Nazwa instytutu pochodzi od nazwiska pierwszego dyrektora instytutu, laureata Nagrody Nobla w dziedzinie medycyny – Christiaana Eijkmana.